# وارنبرگ
وارنبرگ (به آلمانی: Wahrenberg) یک منطقهٔ مسکونی در آلمان است که در الاند، سکسونی-انهالت واقع شده‌است. وارنبرگ  ۳۴۱ نفر جمعیت دارد.